# Ordoni I
|  | Per a altres significats, vegeu «Ordoni I de Galícia». |

Ordoni (asturià: Ordoñu; castellà: Ordoño; ca. 830 - Oviedo, 27 de maig de 866) fou rei d'Astúries durant els anys 850 a 866.

## Família
Fou fill de Ramir I d'Astúries i la seva primera esposa, una donzella d'origen gallec. Es casà amb una donzella anomenada Múnia, amb la qual va tenir:
- Alfons III d'Astúries (848-910), rei d'Astúries
- Beremund (?-d 870)
- Fruela (?-d 870)
- Munió (?-d 870), avi de Ximena Fernández, casada amb Garcia III Sanxes II de Navarra
- Odoarioa, (?-d 870)
- Leodegundis, casada amb Garcia I de Pamplona

## Orígens
Va haver d'imposar-se sobre les sublevacions dels vascons i va ajudar els mossàrabs sublevats contra l'autoritat de l'emir de Còrdova, acció que li va valdre la derrota a la batalla de Guazalete el 854 dC.
Aquest fracàs el va motivar a consolidar una zona compresa entre el riu Duero i la Serralada Cantàbrica, repoblant Lleó, Astorga, Amaya i Tui. Va emmurallar aquestes ciutats, convertint-les així en la defensa del regne.
Es va aliar a Garcia I de Pamplona i junts van obtenir una gran victòria contra els musulmans el 859 a la batalla de Monte Laturce, que comportà la pèrdua de poder dels Banu Qassi.
Aquesta batalla, junt amb la batalla d'Albelda de 851, aportaren les dades per la fictícia batalla de Clavijo.
Amb aquesta victòria aconseguí controlar els accessos a Navarra i a les terres basques. Muhàmmad I va reaccionar enviant una violenta expedició contra Àlaba, que fou arrasada, així com a Castella on el comte Rodrigo de Castella fou derrotat.
Morí el 27 de maig de l'any 866 i fou succeït pel seu fill gran Alfons III d'Astúries, aleshores anomenat el Magne.